# Joaquín Santos Ecay
Joaquín Santos Ecay (Cuba, ca. 1860-20 de mayo de 1924) fue un político español, diputado a Cortes por Cuba durante la Restauración, que formaría parte, más tarde, del maurismo. También se desempeñó como gobernador civil de Canarias.

## Biografía
Nacido en Cuba hacia 1860, obtuvo escaño de diputado a Cortes por el distrito electoral de Manzanillo, provincia de Cuba, en las elecciones de 1891 y 1893, en ambas con la Unión Constitucional/Partido Conservador.
Más adelante ejerció como gobernador civil de Canarias, en tres periodos, el primero entre el 21 de diciembre de 1902 y el 3 de junio de 1905, el segundo en 1907 y el tercero y último en 1918.
Tras el cisma dentro del Partido Conservador, ingresó en las filas de la fracción maurista. Fue promotor de la revista La Camisa Negra, junto a Joaquín Benet, una publicación de corte fascista que publicó un único número a finales de 1922. Falleció la mañana del 20 de mayo de 1924.